# チャレンジリーグ (バレーボール)
チャレンジリーグは、日本の社会人バレーボール・Vプレミアリーグの下部リーグで、V・チャレンジリーグIとV・チャレンジリーグIIからなる。本リーグは2017/18シーズンをもって終了し、2018/19シーズンからはV.LEAGUEV2リーグ及びV3リーグに移行する。

## 概要
元々は日本実業団バレーボールリーグとして行われていた。その後Vリーグへの参加を目指すチームへの登竜門という位置づけから、1998-99年シーズン以後大会名がV1リーグと改められた。
2006年より参加チームが日本バレーボールリーグ機構の一員となった。これに伴い名称がチャレンジリーグに改められた。
試合は原則として、プレミアリーグと同じように4チームずつ1組（6チーム1組の場合あり）で2会場に分かれる「セントラル方式」で争うが、2007-2008年シーズンは8チームが1つの会場にまとまって開催する、集中セントラル開催が行われたほか、男子・女子参加全18チーム（当時）が東京体育館に全集結する集中セントラルマッチ「東京フェスティバル」も2月2日・2月3日に行われた。
2007-2008年シーズンは男子10チーム・女子8チームで行われたが、2009-2010年シーズン以降は、プレミアリーグチーム数削減及び参加チームの休部等により、男子11チーム・女子12チームで行われる。
2012年1月、女子の準加盟チームのJAぎふを条件付き（2011/12シーズンの全国6人制バレーボールリーグ総合男女優勝大会=地域リーグ決勝大会に優勝、ないしはそれに準ずる成績を収めた場合）で、2012/13シーズンからチャレンジリーグに昇格させることを内定したと発表。新チームの昇格は4シーズンぶり。
2012年4月、三洋電機レッドソアと健祥会レッドハーツが経営難を理由に、2011/12シーズン限りでVリーグ機構から退社することを表明した。さらに同年5月、Befcoビービースターズの休部による退社が発表された。
2012/13シーズンは男子11、女子10チームの2回戦総当たりで行われた。2014/15シーズンからは、3-2-1方式の勝ち点制が導入された。
2015年2月2日、日本バレーボールリーグ機構は2015/16シーズンからチャレンジリーグを従来の1部のみのリーグから、8チームからなる「VチャレンジリーグI（プレミアの2部相当）」と「VチャレンジリーグII（同3部相当）」の2部リーグ構成とすると発表。準加盟チームにも門戸を広げるとした。これに伴い2014/15年度のリーグ戦において、8位以上は「チャレンジIに残留」、9位以下のチームは「チャレンジIIへ自動降格」するものとされた。
2015/16シーズンからは、Vプレミアリーグと同じく3回戦総当たり方式となる（VチャレンジリーグII女子はチーム数が5チームのため4回戦総当たり）。また、準加盟クラブについては基本的にチャレンジⅡのみの参加で、チャレンジIに昇格するには正会員資格を得なければならない（日程表のチャレンジマッチの件にも、「チャレンジIの8位とチャレンジIIの1位チームの対戦で、チャレンジIIの優勝が準加盟である場合は入れ替え戦を行わない」とする説明がある）。
2016/17シーズンからは、VチャレンジリーグII女子もチーム数の増加に伴い3回戦総当たり方式となり、チャレンジIへの昇格をかけるチャレンジマッチも、チャレンジIの8位対チャレンジIIの1位だけでなく、チャレンジIの7位対チャレンジIIの2位の対戦も追加された。
2017/18シーズンは、翌シーズンより現行のVプレミアリーグ及びチャレンジリーグを発展させ「V.LEAGUE」が発足されることが決定し、最上位となるV1への参加チームが男子が10、女子が12と拡大されるため、入れ替え戦は行われないこととなった。その一方で、女子チャレンジIは、開幕前に仙台ベルフィーユがチーム運営会社の経営悪化によりリーグ退会勧告を受けリーグから退会、その後ヴィクトリーナ姫路へチームが譲渡されて姫路が参入する予定だったが、再調査によりチーム譲渡が無効となり姫路の参入が取り消しとなったため、7チームで行われた。さらに、シーズン終了後にはフォレストリーヴズ熊本が同じく経営難によりリーグから脱退し、廃部となっている。

## 参加チーム（2017/2018シーズン）

### 男子

#### チャレンジリーグI
| チーム                         | チーム所在地           | ホームタウン / サブホームタウン | 練習体育館               | 練習体育館 | 参加シーズン                   | プレミアリーグ 参加シーズン | 備考 |
| チーム                         | チーム所在地           | ホームタウン / サブホームタウン | 施設名                   | 所在地     | 参加シーズン                   | プレミアリーグ 参加シーズン | 備考 |
| ------------------------------ | ---------------------- | ------------------------------- | ------------------------ | ---------- | ------------------------------ | --------------------------- | ---- |
| 大分三好ヴァイセアドラー       | 大分県大分市           | 大分県                          | TOTO大分工場体育館       | 大分市     | 2004/2005-2005/2006 2013/2014- | 2006/2007-2012/2013         |      |
| 富士通カワサキレッドスピリッツ | 神奈川県川崎市         | 神奈川県川崎市                  | 富士通川崎総合体育館     | 川崎市     | 2006/2007-                     |                             |      |
| VC長野トライデンツ             | 長野県上伊那郡南箕輪村 | 長野県上伊那郡南箕輪村 /飯田市  |                          |            | 2016/2017-                     |                             |      |
| 大同特殊鋼レッドスター         | 愛知県名古屋市南区     | 愛知県名古屋市                  | 大同特殊鋼星崎工場体育館 | 名古屋市   | 2002/2003-                     |                             |      |
| トヨタ自動車サンホークス       | 愛知県豊田市           | 愛知県豊田市                    | トヨタスポーツセンター   | 豊田市     | 1998/1999-                     |                             |      |
| つくばユナイテッドSun GAIA     | 茨城県つくば市         | 茨城県つくば市                  | 筑波大学球技体育館       | つくば市   | 2006/2007-                     |                             |      |
| 警視庁フォートファイターズ     | 東京都新宿区           | 東京都                          |                          |            | 1999/2000-                     |                             |      |
| 埼玉アザレア                   | 埼玉県川越市           | 埼玉県坂戸市 /川越市            | さいたま市立浦和高等学校 | さいたま市 | 2014/2015-                     |                             |      |

#### チャレンジリーグII
★は準加盟チーム。
| チーム                             | チーム所在地 | ホームタウン / サブホームタウン | 練習体育館             | 練習体育館 | 参加シーズン | チャレンジI参加シーズン | 備考                              |
| チーム                             | チーム所在地 | ホームタウン / サブホームタウン | 施設名                 | 所在地     | 参加シーズン | チャレンジI参加シーズン | 備考                              |
| ---------------------------------- | ------------ | ------------------------------- | ---------------------- | ---------- | ------------ | ----------------------- | --------------------------------- |
| 東京ヴェルディ                     | 東京都稲城市 | 東京都稲城市                    | 筑波大学附属高校体育館 | 文京区     | 2016/2017-   | 2002/2003-2015/2016     |                                   |
| きんでんトリニティーブリッツ       | 大阪府大阪市 | 大阪府大阪市                    | きんでん学園           | 西宮市     | 2015/2016-   | 2008/2009-2014/2015     |                                   |
| 近畿クラブスフィーダ               | 大阪府八尾市 | 大阪府東大阪市                  | 近畿大学記念会館       | 東大阪市   | 2015/2016-   | 2005/2006-2014/2015     |                                   |
| 長野GaRons★                        | 長野県須坂市 | 長野県                          |                        |            | 2016/2017-   |                         |                                   |
| 千葉ゼルバ★                        | 千葉県千葉市 | 千葉県千葉市                    |                        |            | 2015/2016-   |                         |                                   |
| 兵庫デルフィーノ                   | 兵庫県尼崎市 | 兵庫県                          |                        |            | 2015/2016-   | 2008/2009-2014/2015     |                                   |
| 奈良NBKドリーマーズ★               | 奈良県奈良市 | 奈良県奈良市/大和郡山市         |                        |            | 2015/2016-   |                         | 現:奈良ドリーマーズ               |
| 東京トヨペット・グリーンスパークル | 東京都港区   | 東京都                          |                        |            | 2015/2016-   | 2008/2009-2014/2015     | 現:トヨタモビリティ東京スパークル |
| ヴォレアス北海道★                  | 北海道旭川市 | 北海道旭川市                    |                        |            | 2017/2018-   |                         |                                   |
| ヴィアティン三重★                  | 三重県桑名市 | 三重県桑名市                    |                        |            | 2017/2018-   |                         |                                   |

### 女子

#### チャレンジリーグI
| チーム                     | チーム所在地   | ホームタウン / サブホームタウン | 練習体育館                 | 練習体育館 | 参加シーズン                   | プレミアリーグ 参加シーズン | 備考 |
| チーム                     | チーム所在地   | ホームタウン / サブホームタウン | 施設名                     | 所在地     | 参加シーズン                   | プレミアリーグ 参加シーズン | 備考 |
| -------------------------- | -------------- | ------------------------------- | -------------------------- | ---------- | ------------------------------ | --------------------------- | ---- |
| PFUブルーキャッツ          | 石川県かほく市 | 石川県かほく市                  | PFU体育館                  | かほく市   | 2002/2003-2015/2016 2017/2018- | 2016/2017                   |      |
| 岡山シーガルズ             | 岡山県岡山市   | 岡山県                          | 山陽ふれあい公園総合体育館 | 赤磐市     | 2017/2018-                     | 1999/2000-2016/2017         |      |
| フォレストリーヴズ熊本     | 熊本県熊本市   | 熊本県熊本市                    | 走潟地区体育館             | 宇土市     | 2008/2009-                     |                             |      |
| KUROBEアクアフェアリーズ   | 富山県黒部市   | 富山県黒部市                    | 黒部市総合体育センター     | 黒部市     | 1999/2000-                     |                             |      |
| 大野石油広島オイラーズ     | 広島県広島市   | 広島県広島市                    | 大野石油店本社ビル         | 広島市     | 2003/2004-                     |                             |      |
| JAぎふリオレーナ           | 岐阜県岐阜市   | 岐阜県岐阜市                    | JAぎふアグリパーク鈴ヶ坂   | 岐阜市     | 2012/2013-                     |                             |      |
| トヨタ自動車ヴァルキューレ | 愛知県豊田市   | 愛知県豊田市                    | トヨタスポーツセンター     | 豊田市     | 2014/2015 2017/2018            |                             |      |

#### チャレンジリーグII
★は準加盟チーム。
| チーム                                        | チーム所在地 | ホームタウン / サブホームタウン | 練習体育館         | 練習体育館 | 参加シーズン | チャレンジI参加シーズン | 備考 |
| チーム                                        | チーム所在地 | ホームタウン / サブホームタウン | 施設名             | 所在地     | 参加シーズン | チャレンジI参加シーズン | 備考 |
| --------------------------------------------- | ------------ | ------------------------------- | ------------------ | ---------- | ------------ | ----------------------- | ---- |
| 柏エンゼルクロス                              | 千葉県柏市   | 千葉県柏市                      |                    |            | 2017/2018-   | 2002/2003-2016/2017     |      |
| ブレス浜松                                    | 静岡県浜松市 | 静岡県浜松市                    |                    |            | 2015/2016-   |                         |      |
| 群馬銀行グリーンウイングス★                   | 群馬県前橋市 | 群馬県                          | GBスポーツセンター | 前橋市     | 2015/2016-   |                         |      |
| プレステージ・インターナショナルアランマーレ★ | 山形県酒田市 | 山形県酒田市                    |                    |            | 2015/2016-   |                         |      |
| GSS東京サンビームズ                           | 東京都中央区 | 東京都中央区 / 群馬県安中市     |                    |            | 2015/2016-   | 2008/2009-2014/2015     |      |
| 大阪スーペリアーズ★                           | 大阪府大阪市 | 大阪府大阪市                    |                    |            | 2016/2017-   |                         |      |

### かつて参加していたチーム（V1リーグ以降）

#### プレミアリーグ（Vリーグ）に昇格
男子
| チーム               | チーム所在地 | ホームタウン / サブホームタウン | 練習体育館               | 練習体育館 | 参加シーズン        | 備考                                      |
| チーム               | チーム所在地 | ホームタウン / サブホームタウン | 施設名                   | 所在地     | 参加シーズン        | 備考                                      |
| -------------------- | ------------ | ------------------------------- | ------------------------ | ---------- | ------------------- | ----------------------------------------- |
| 日立国分トルメンタ   | 茨城県日立市 | 茨城県日立市                    |                          |            | 1998/1999-1999/2000 | 2002年休部                                |
| 豊田合成トレフェルサ | 愛知県清須市 | 愛知県稲沢市/ 富山県氷見市      | 豊田合成健康管理センター | 稲沢市     | 2000/2001-2001/2002 | 現:ウルフドッグス名古屋                   |
| FC東京               | 東京都江東区 | 東京都                          | TG深川体育館             | 江東区     | 1998/1999-2008/2009 |                                           |
| ジェイテクトSTINGS   | 愛知県刈谷市 | 愛知県刈谷市                    | ジェイテクト体育館       | 刈谷市     | 2002/2003-2012/2013 | 2004/2005までは「豊田工業バレーボール部」 |

女子
| チーム                   | チーム所在地       | ホームタウン / サブホームタウン | 練習体育館               | 練習体育館   | 参加シーズン                            | 備考                                                               |
| チーム                   | チーム所在地       | ホームタウン / サブホームタウン | 施設名                   | 所在地       | 参加シーズン                            | 備考                                                               |
| ------------------------ | ------------------ | ------------------------------- | ------------------------ | ------------ | --------------------------------------- | ------------------------------------------------------------------ |
| 東北パイオニア           | 山形県天童市       | 山形県天童市 /埼玉県川越市      | 東北パイオニア体育館     | 天童市       | 1998/1999-1999/2000                     | Vリーグ昇格時に「パイオニアレッドウィングス」に名称変更 2014年廃部 |
| 茂原アルカス             | 千葉県茂原市       | 千葉県茂原市                    |                          |              | 1999/2000-2002/2003                     | 2006年休部                                                         |
| トヨタ車体               | 愛知県刈谷市       | 愛知県刈谷市                    | トヨタ車体体育館         | 刈谷市       | 1999/2000-2005/2006                     | プレミアリーグ昇格時に「トヨタ車体クインシーズ」に名称変更         |
| 日立リヴァーレ           | 茨城県ひたちなか市 | 茨城県ひたちなか市              | リヴァーレ専用体育館     | ひたちなか市 | 2000/2001-2001/2002 2009/2010-2012/2013 | 2009/2010までは「日立佐和リヴァーレ」                              |
| JTマーヴェラス           | 大阪府大阪市       | 大阪府大阪市                    | JTバレーボール部体育館   | 西宮市       | 2002/2003 2014/2015-2015/2016           |                                                                    |
| デンソー・エアリービーズ | 愛知県西尾市       | 愛知県西尾市                    | デンソー西尾製作所体育館 | 西尾市       | 2013/2014 2016/2017-                    |                                                                    |
| 上尾メディックス         | 埼玉県上尾市       | 埼玉県上尾市                    |                          |              | 2003/2004-2013/2014 2016/2017-          |                                                                    |

#### 廃部・休部・チーム移管
男子
| チーム        | チーム所在地 | ホームタウン / サブホームタウン | 参加シーズン        | 廃部・休部年 | 状態       | 備考                                                                        |
| ------------- | ------------ | ------------------------------- | ------------------- | ------------ | ---------- | --------------------------------------------------------------------------- |
| デンソー      |              |                                 | 1998/1999           | 1999年       | 廃部       |                                                                             |
| NCI           |              |                                 | 1998/1999-1999/2000 | 2000年       | 廃部       |                                                                             |
| NTT東日本宮城 | 宮城県       |                                 | 1998/1999-2001/2002 | 2002年       | 廃部       | 1998/1999は「NTT東北」 1999/2000は「NTT宮城」                               |
| 松下電工      |              |                                 | 2000/2001-2001/2002 | 2002年       | 廃部       |                                                                             |
| NTT西日本中国 | 広島県広島市 | 広島県広島市                    | 1998/1999-2001/2002 | 2002年       | リーグ脱退 | 1998/1999は「NTT中国」                                                      |
| NTT神奈川     | 神奈川県     |                                 | 2000/2001 2002/2003 | 2003年       | 廃部       |                                                                             |
| TOYO TIRES    |              |                                 | 1998/1999-2004/2005 | 2005年       | 廃部       | 近畿クラブが受け皿になり「近畿クラブスフィーダ」が2005/2006シーズンより参加 |

女子
| チーム                | チーム所在地   | ホームタウン / サブホームタウン | 参加シーズン                  | 廃部・休部年 | 状態       | 備考                                                                                                   |
| --------------------- | -------------- | ------------------------------- | ----------------------------- | ------------ | ---------- | --- |
| NEC関西レイクスターズ | 滋賀県大津市   | 滋賀県大津市                    | 1998/1999                     | 1999年       | 廃部       | |
| 北越銀行              | 新潟県長岡市   | 新潟県長岡市                    | 1998/1999                     | 1999年       | 休部       | |
| 久光製薬鳥栖          | 佐賀県鳥栖市   | 佐賀県鳥栖市                    | 1998/1999-2000/2001           | 2001年       | チーム統合 | Vリーグ「久光製薬スプリングアタッカーズ」（本拠地:兵庫県神戸市）とチームを統合 現:久光製薬スプリングス |
| 武田薬品              |                |                                 | 1998/1999-2000/2001           | 2001年       | 廃部       | |
| NTT西日本             | 兵庫県神戸市   | 兵庫県神戸市                    | 1998/1999-2001/2002           | 2002年       | 休部       | 1998/1999は「NTT関西神戸」                                                                             |
| ソニー大崎            |                |                                 | 2001/2002                     | 2002年       | 廃部       | |
| 石川島播磨重工業呉    | 広島県呉市     | 広島県呉市                      | 2000/2001-2002/2003           | 2003年       | 廃部       | |
| 三洋電機レッドソア    | 大阪府大東市   | 大阪府大東市                    | 2002/2003-2011/2012           | 2012年       | 解散       | 2007/2008までは「三洋電機大阪」                                                                        |
| 健祥会レッドハーツ    | 徳島県吉野川市 | 徳島県徳島市                    | 2004/2005-2011/2012           | 2012年       | 退会       | 2006/2007までは「健祥会」                                                                              |
| Befcoビービースターズ | 新潟県新発田市 | 新潟県新発田市                  | 2006/2007 2009/2010-2011/2012 | 2012年       | 休部       | 2006/2007は「栗山米菓B･B Stars」                                                                       |
| 仙台ベルフィーユ      | 宮城県仙台市   | 宮城県仙台市                    | 2011/2012-2016/2017           | 2017年       | リーグ脱退 | チーム運営会社の経営悪化によりリーグ退会勧告                                                           |

## 歴代優勝チーム
, チャレンジリーグ (バレーボール)の成績一覧, V・チャレンジリーグIの成績一覧、V・チャレンジリーグIIの成績一覧も参照のこと。

### 実業団リーグ
| 回 | 年度   | 男子優勝チーム | 女子優勝チーム   |
| -- | ------ | -------------- | ---------------- |
| 1  | 1969年 | 旭化成         | 富士フイルム     |
| 2  | 1970年 | 住友金属       | 三洋電機         |
| 3  | 1971年 | 東レ九鱗会     | 三洋電機         |
| 4  | 1972年 | 新日本製鉄     | 富士フイルム     |
| 5  | 1973年 | 住友軽金属     | 倉紡倉敷         |
| 6  | 1974年 | 東レ九鱗会     | 倉紡倉敷         |
| 7  | 1975年 | 旭化成         | 倉紡倉敷         |
| 8  | 1976年 | 松下電器       | 久光製薬         |
| 9  | 1977年 | サントリー     | 久光製薬         |
| 10 | 1978年 | サントリー     | 日本電気         |
| 11 | 1979年 | 神戸製鋼       | 三洋電機         |
| 12 | 1980年 | 住友軽金属     | 久光製薬         |
| 13 | 1981年 | 神戸製鋼       | イトーヨーカドー |
| 14 | 1982年 | 住友軽金属     | 三洋電機         |
| 15 | 1983年 | 日本電気       | 久光製薬         |
| 16 | 1984年 | 神戸製鋼       | ダイエー         |
| 17 | 1985年 | 住友金属       | 日本電装         |
| 18 | 1986年 | 神戸製鋼       | 久光製薬         |
| 19 | 1987年 | 東レ九鱗会     | 東芝京浜         |
| 20 | 1988年 | 松下電器       | 東洋紡           |
| 21 | 1989年 | 象印           | 小田急           |
| 22 | 1990年 | 日新製鋼       | 久光製薬         |
| 23 | 1991年 | NKK            | 東洋紡           |
| 24 | 1992年 | 日新製鋼       | 日本電気関西     |
| 25 | 1993年 | 住友金属       | 日本電装         |
| 26 | 1994年 | 日新製鋼       | 東芝             |
| 27 | 1995年 | NEC･HE         | 日本電装         |
| 28 | 1996年 | 住友金属       | 東芝             |
| 29 | 1997年 | 豊田合成       | 日立佐和         |

### V1リーグ
| 回 | シーズン | 男子優勝チーム       | 女子優勝チーム           |
| -- | -------- | -------------------- | ------------------------ |
| 1  | 1998/99  | 日立国分             | JTマーヴェラス           |
| 2  | 1999/00  | NCI                  | 東北パイオニア           |
| 3  | 2000/01  | 豊田合成トレフェルサ | 日立佐和リヴァーレ       |
| 4  | 2001/02  | 豊田合成トレフェルサ | 日立佐和リヴァーレ       |
| 5  | 2002/03  | 東京ガス             | JTマーヴェラス           |
| 6  | 2003/04  | FC東京               | KUROBEアクアフェアリーズ |
| 7  | 2004/05  | FC東京               | 三洋電機大阪             |
| 8  | 2005/06  | 三好循環器科EKG大分  | トヨタ車体               |

### V・チャレンジリーグ
| シーズン | 男子優勝チーム             | 女子優勝チーム           |
| -------- | -------------------------- | ------------------------ |
| 2006/07  | FC東京                     | 三洋電機大阪             |
| 2007/08  | FC東京                     | 健祥会レッドハーツ       |
| 2008/09  | FC東京                     | PFUブルーキャッツ        |
| 2009/10  | ジェイテクトSTINGS         | 日立佐和リヴァーレ       |
| 2010/11  | ジェイテクトSTINGS         | 上尾メディックス         |
| 2011/12  | つくばユナイテッドSun GAIA | 日立リヴァーレ           |
| 2012/13  | ジェイテクトSTINGS         | 上尾メディックス         |
| 2013/14  | 警視庁フォートファイターズ | デンソー・エアリービーズ |
| 2014/15  | 大分三好ヴァイセアドラー   | JTマーヴェラス           |

| シーズン | 男子優勝チーム                 | 女子優勝チーム           |
| -------- | ------------------------------ | ------------------------ |
| 2015/16  | 富士通カワサキレッドスピリッツ | JTマーヴェラス           |
| 2016/17  | 大分三好ヴァイセアドラー       | デンソー・エアリービーズ |
| 2017/18  | 富士通カワサキレッドスピリッツ | 岡山シーガルズ           |

| シーズン | 男子優勝チーム     | 女子優勝チーム             |
| -------- | ------------------ | -------------------------- |
| 2015/16  | VC長野トライデンツ | トヨタ自動車ヴァルキューレ |
| 2016/17  | 東京ヴェルディ     | トヨタ自動車ヴァルキューレ |
| 2017/18  | ヴォレアス北海道   | 群馬銀行グリーンウイングス |

### 公式戦
- 天皇杯・皇后杯全日本バレーボール選手権大会
- 黒鷲旗全日本男女選抜バレーボール大会
- Vリーグ (2018-2024)

### 参考
- 日本バレーボールリーグ機構
- チャレンジリーグ (バレーボール)の成績一覧（2014/15シーズンまで）
- V・チャレンジリーグIの成績一覧（2015/16シーズンから）
- V・チャレンジリーグIIの成績一覧（2015/16シーズンから）
- プレミアリーグ (バレーボール)　-　1部リーグ
- 地域リーグ (バレーボール)　-　Vリーグの事実上4部（2014-15年度までは3部）的な位置付けだが、主催はJVLではない
- V.LEAGUEと前身リーグの通算成績